# HMS M8

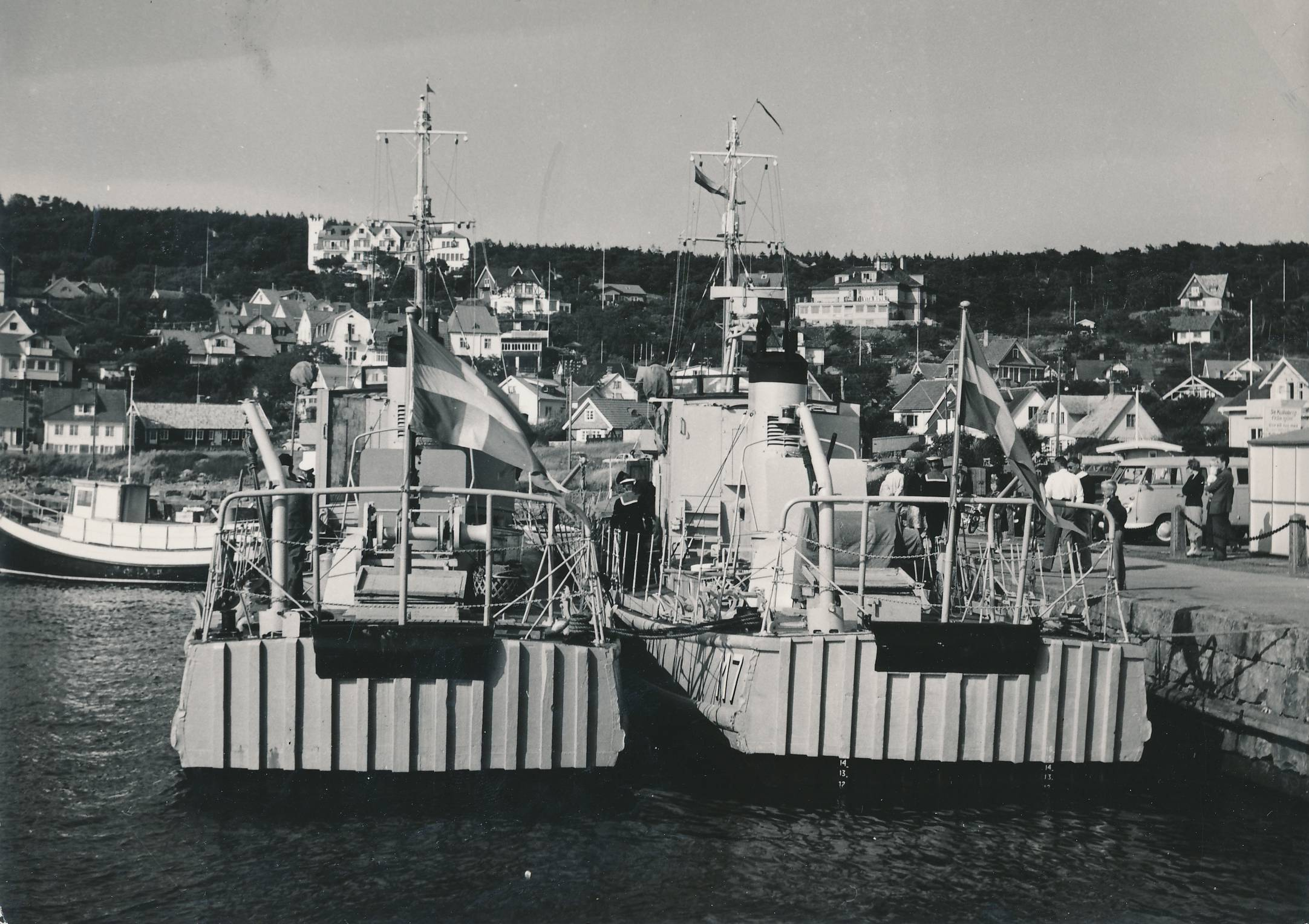
HMS M8 och HMS M7 ligger här sida vid sida i Mölle hamn.

HMS M8 var en svensk minsvepare som byggdes av Holms Yachtvarv i Gamleby 1941. Hon sjösattes den 15 augusti samma år. Systerfartygen M3-M14 var av samma konstruktion. Sjövärdig och välbyggd, blev hon efter leveransen till flottan en högt utnyttjad enhet för både minsvepning, bevakning och utbildning. Hon utrangerades den 1 december 1959[källa behövs] och övergick till Sjövärnskåren SVF 14 i Ystad. Hon såldes till en privatperson 1969 och fick namnet Candra och därefter Amigo i Stockholm.